# Cordillera del Taunus
El Taunus es una cadena montañosa situada en los estados de Hesse y Renania-Palatinado, en Alemania. Su pico más alto es el Großer Feldberg, con 879 metros sobre el nivel del mar. Como parte del Macizo Renano (Rheinisches Schiefergebirge), el Taunus pertenece a uno de los sistemas montañosos más antiguos de Alemania, formado principalmente por rocas del período Devónico, que fueron plegadas durante la orogenia varisca.
La región tiene áreas de baja densidad de población y es rica en bosques, lo que hace del Taunus un destino turístico popular, especialmente para los habitantes de la región del Rin-Meno.

## Localización
El Taunus se extiende por los distritos de Alto Taunus, Limburgo-Weilburgo, Lahn-Dill, Meno-Taunus, Comarca del Rin-Taunus y Rin-Lahn. En su centro se encuentra el parque natural del Alto Taunus.

## Montañas

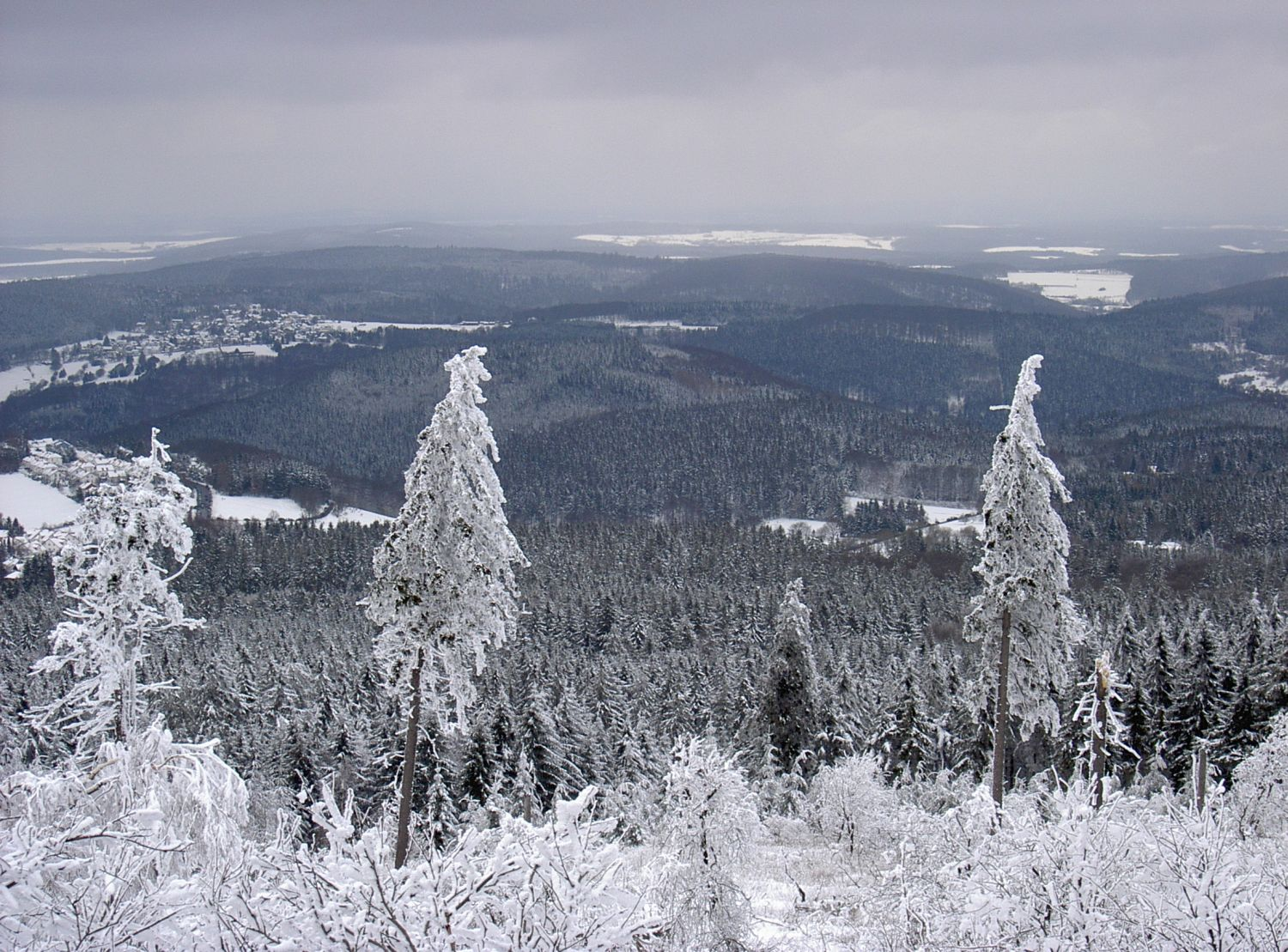
Paisaje nevado del Feldberg sobre el Taunus.

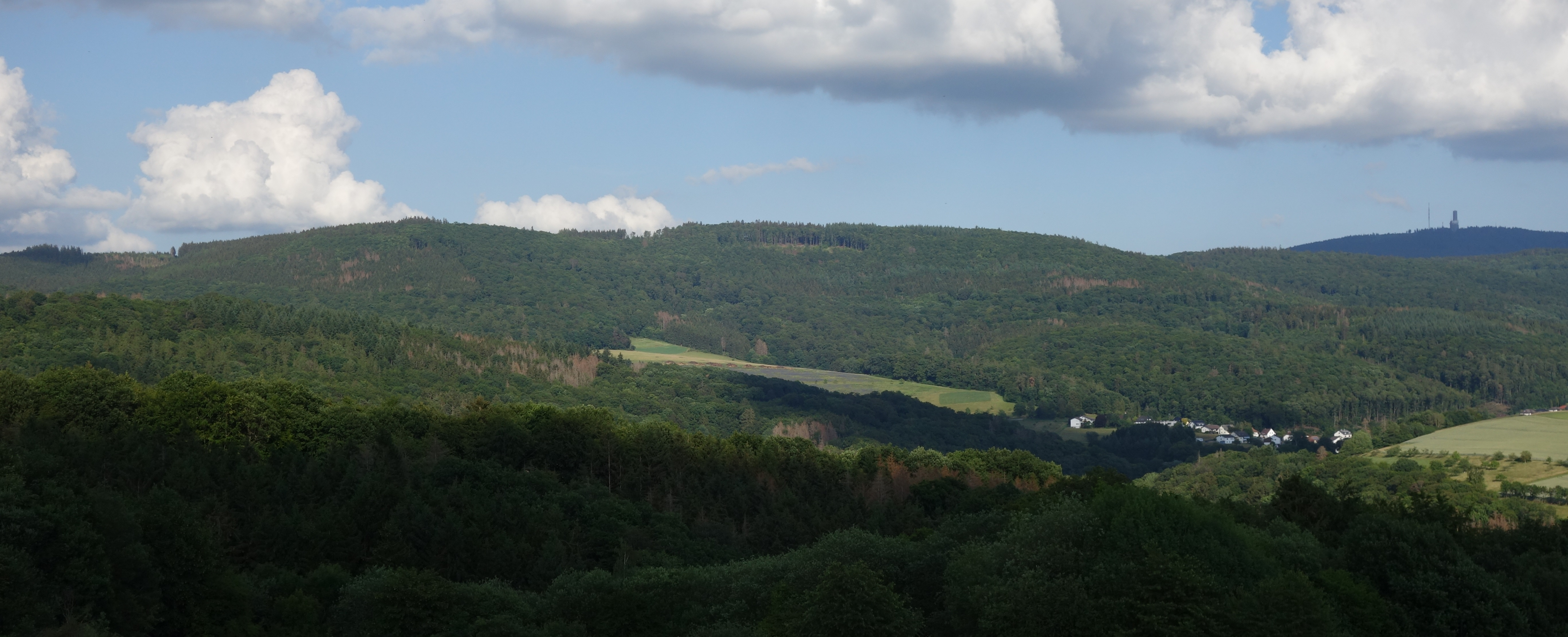
Windhain, punto más alto en el distrito Rheingau-Taunus, sobre Waldems-Wüstems

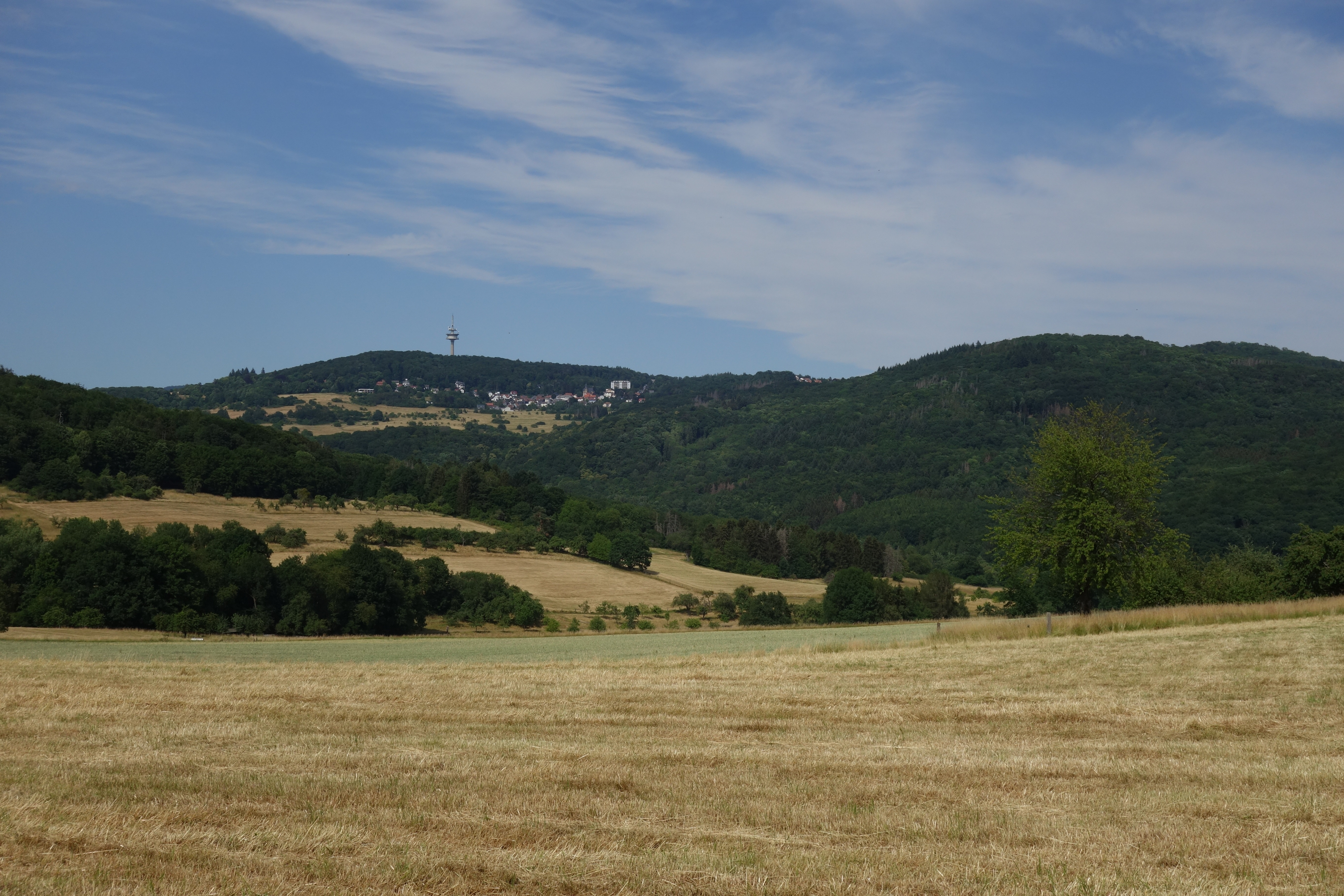
Kelkheim-Eppenhain y Atzelberg a la izquierda, Hainkopf (cresta lateral Rossert) a la derecha

- Großer Feldberg (878 m), Alto Taunus
- Kleiner Feldberg (825 m; Taunusobservatorium), Alto Taunus
- Altkönig (798 m), Alto Taunus
- Weilsberg (701 m), Alto Taunus
- Glaskopf (685 m), Alto Taunus
- Kolbenberg (684 m; Fernmeldeanlage), Alto Taunus
- Klingenkopf (683 m), Alto Taunus
- Sängelberg (665 m), Alto Taunus
- Pferdskopf (663 m), Alto Taunus
- Weißeberg (660 m), Alto Taunus
- Fauleberg (633 m), Alto Taunus
- Großer Eichwald (633 m), Alto Taunus
- Roßkopf (632 m; Fernmeldeanlage), Alto Taunus
- Windhain (629 m; Punto más alto en el distrito Rheingau-Taunus), Rheingau-Taunus-Kreis
- Kalte Herberge (619 m), Rheingau-Taunus-Kreis
- Bremer Berg (619m), Alto Taunus
- Hohe Wurzel (618 m; Fernmeldeanlage), Rheingau-Taunus-Kreis
- Judenkopf (614 m), Alto Taunus
- Klingenberg (596 m), Alto Taunus
- Hohe Kanzel (592 m), Rheingau-Taunus-Kreis
- Herzberg (591 m), Alto Taunus
- Pfaffenkopf (586 m), Alto Taunus
- Erbacher Kopf (580 m), Rheingau-Taunus-Kreis
- Hallgartener Zange (580 m), Rheingau-Taunus-Kreis
- Wolfsküppel (545 m), Alto Taunus
- Lindenberg (541 m), Alto Taunus
- Rassel (539 m), Wiesbaden
- Kuhbett (526 m), Landreis Limburg-Weilburg
- Steinkopf (Winterstein) (518 m), Alto Taunus
- Rossert (515 m), Main-Taunus-Kreis
- Stückelberg (510 m), Landkreis Limburg-Weilburg
- Atzelberg (506 m), Main-Taunus-Kreis
- Hundskopf (504 m), Rheingau-Taunus-Kreis
- Großer Lindenkopf (499 m), Rheingau-Taunus-Kreis
- Buchwaldskopf (492 m), Rheingau-Taunus-Kreis
- Goldgrube (Berg) (492 m), Alto Taunus
- Suterkopf (492 m), Landkreis Limburg-Weilburg
- Kellerskopf (474 m), Wiesbaden
- Sommerberg (461 m), Landkreis Limburg-Weilburg
- Staufen (451 m), Main-Taunus-Kreis
- Hühnerküppel (369 m), Landkreis Limburg-Weilburg
- Kapellenberg (292 m), Main-Taunus-Kreis

## Literatura
- Gerald P. R. Martin: Kleine Erdgeschichte der Taunuslandschaft. Verlag des Taunusboten, Bad Homburg 1963
- Stefan Etzel: Wandern im Taunus. Dumont, Köln 2002, ISBN 3-7701-5248-4
- Hermin Herr: Lexikon vom Hohen Taunus. Waldemar Kramer, Frankfurt am Main 1993, ISBN 3-7829-0437-0
- Ingrid Berg: Heimat Hochtaunus. Waldermar Kramer, Frankfurt am Main 1988, ISBN 3-7829-0375-7
- Ewald A. Hoppen: Ein schöner Tag, Band 6: Taunus. Edition Rathscheck, Neuwied/Rhein 2005, ISBN 3-934342-11-6